# Inazawa
Inazawa (稲沢市, Inazawa-shi) est une ville située dans la préfecture d'Aichi, sur l'île de Honshū, au Japon.

## Géographie

### Situation
Inazawa est située dans le nord-ouest de la préfecture d'Aichi, dans la plaine de Nōbi. Elle est bordée par le fleuve Kiso au nord-ouest.

### Démographie
En novembre 2019, la population de la ville d'Inazawa était de 136 829 habitants répartis sur une superficie de 79,35 km2.

## Histoire
Inazawa a acquis le statut de ville le 1er novembre 1958. Le 1er avril 2005, les bourgs de Heiwa et Sobue (district de Nakashima) ont été intégrés à Inazawa.

## Économie

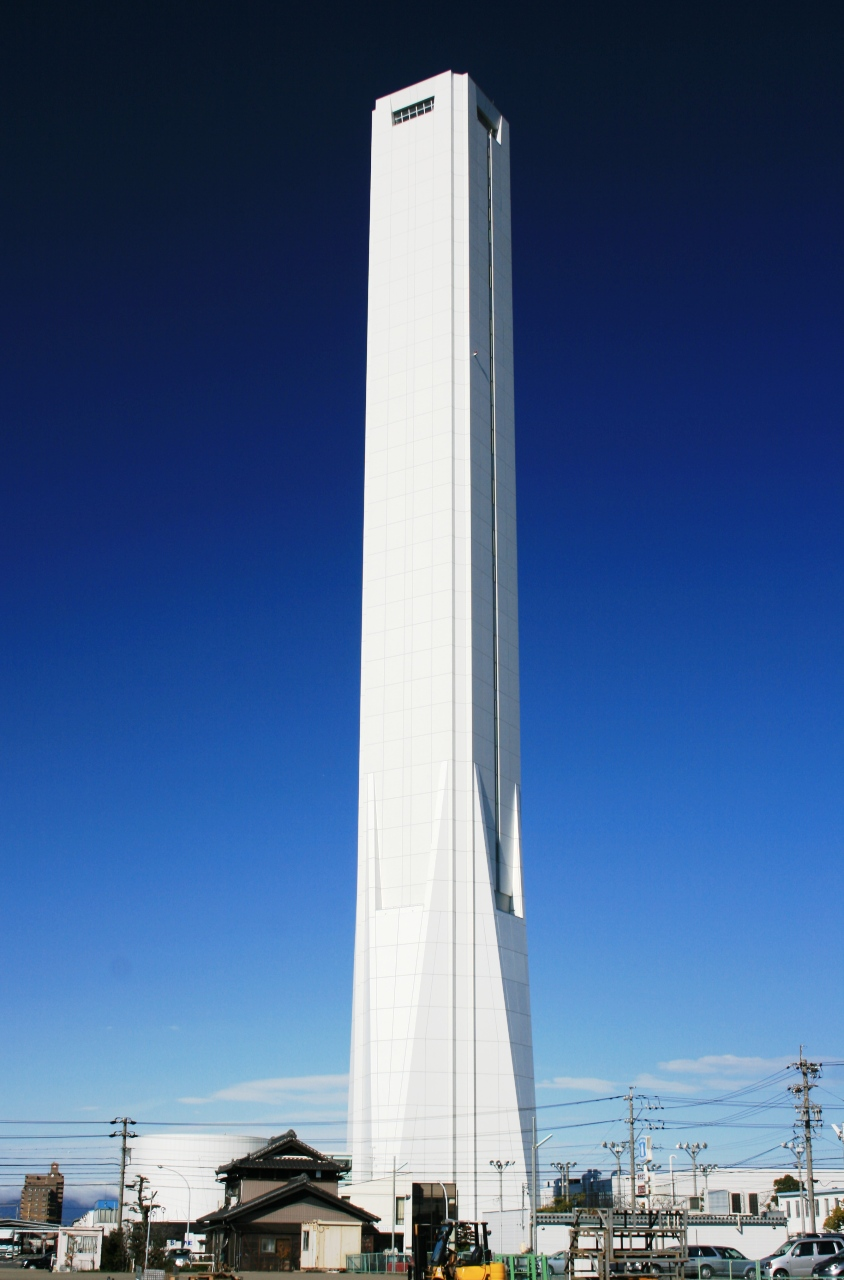
Tour Solae.

La tour de test d'ascenseurs Solae de la compagnie Mitsubishi Electric se trouve à Inazawa.

## Transports
Inazawa est desservie par la ligne principale Tōkaidō de la JR Central et les lignes Nagoya et Bisai de la compagnie Meitetsu. La gare de Kōnomiya est la principale gare de la ville.

## Jumelage
Inazawa est jumelée avec la ville de Chifeng en Chine.

## Symboles municipaux
L'arbre qui symbolise la ville d'Inazawa est le pin.